# ادوارد فن گبهارت
ادوارد فن گبهارت (انگلیسی: Eduard von Gebhardt؛ ۱۳ ژوئن ۱۸۳۸ – ۳ فوریه ۱۹۲۵) یک نقاش اهل آلمان بود.
وی که در شهرستان یاروا در کشور استونی زاده شد پسر یک روحانی پروتستان بود، وی تحصیل را در یک آکادمی در سن پترزبورگ (۱۸۵۵–۵۸) شروع کرد، در سال ۱۸۶۰ شاگرد ویلهلم زون در دوسلدورف شد، فن گبهارت در سال ۱۸۷۳ به درجه استادی آکادمی رسید.
وی همچنین برندهٔ جوایزی همچون پور لی میریت شده است.

## نگارخانه

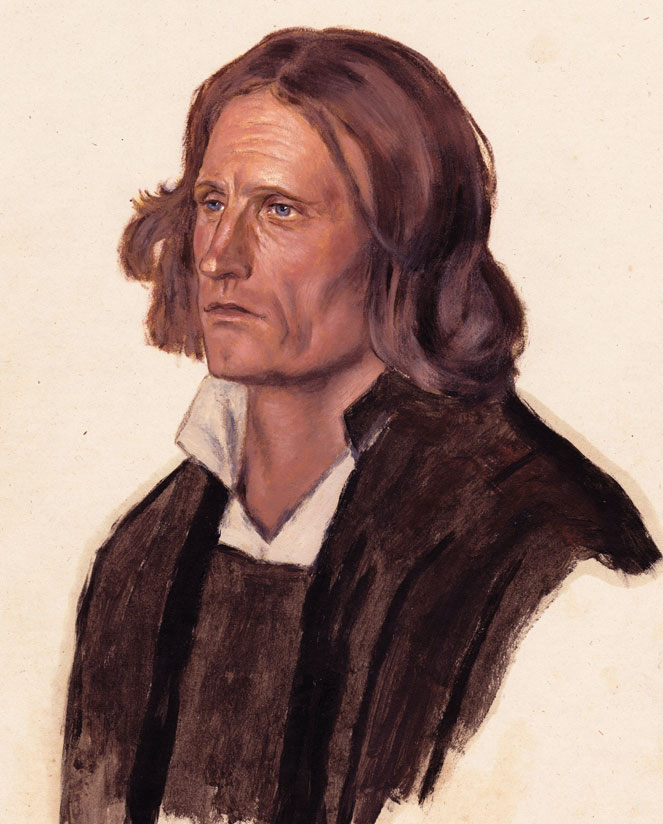
Estonian Peasant (۱۸۶۷)
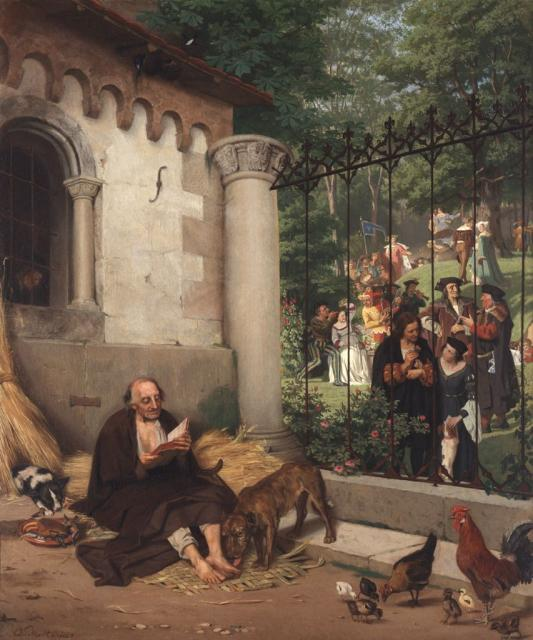
Rich man and poor Lazarus (‍۱۸۶۵)
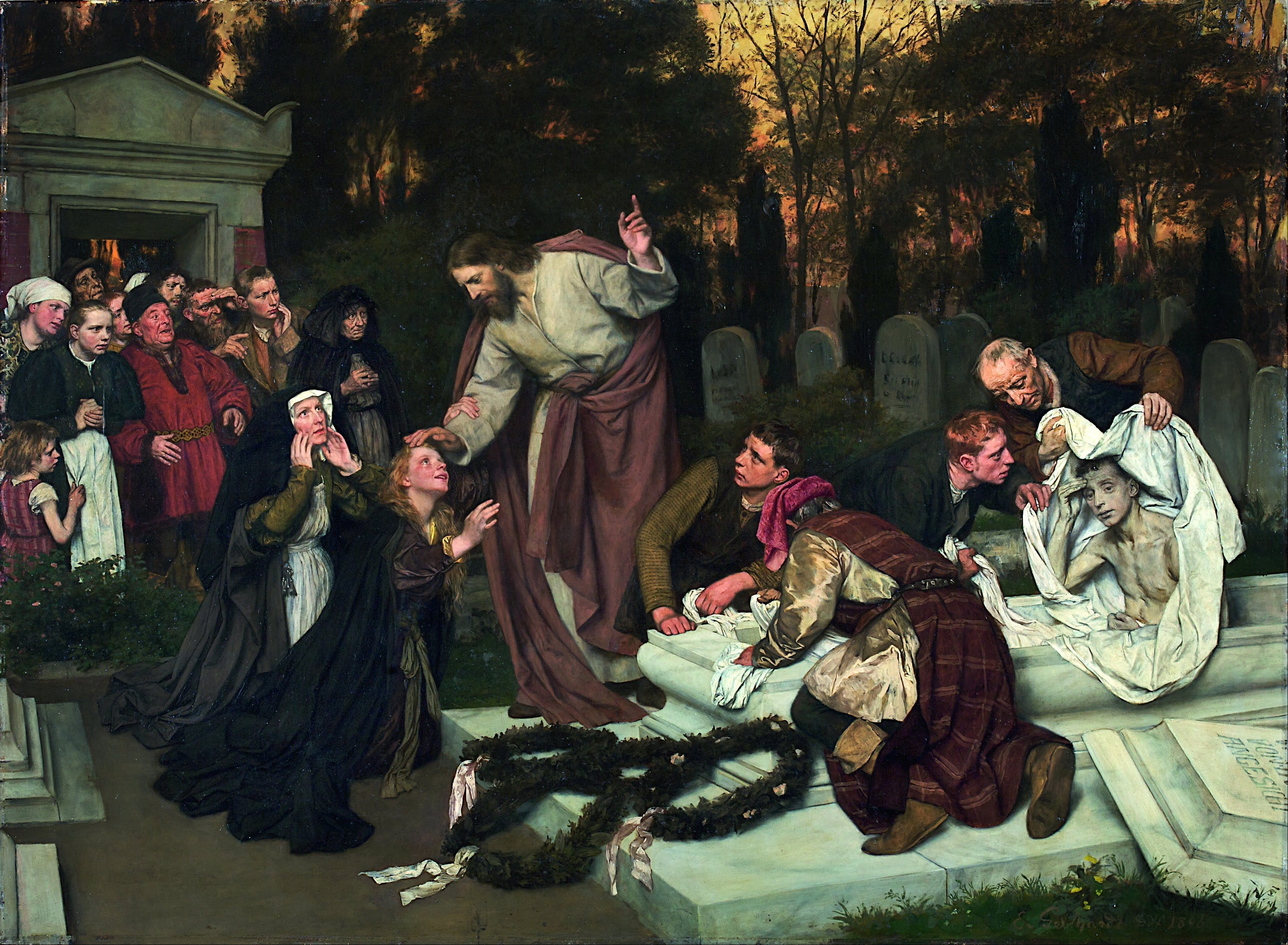
The Raising of Lazarus (۱۸۹۶)
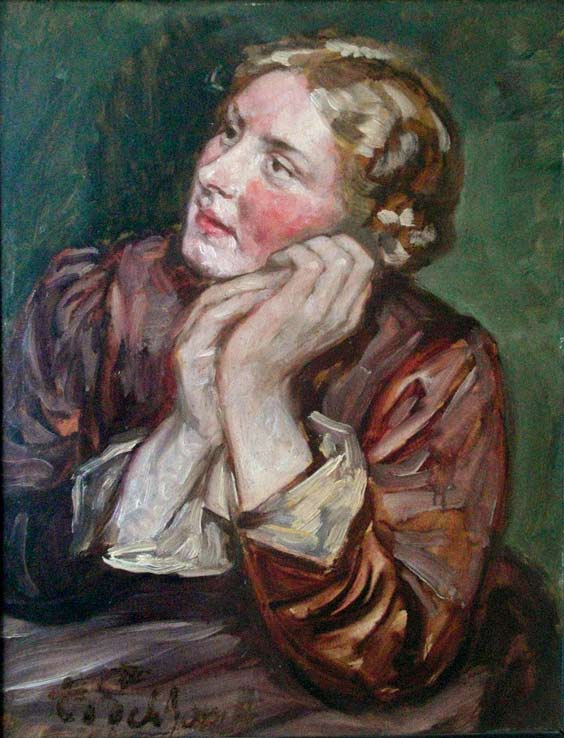
Portrait of a Woman (date unknown)